# Samsung Galaxy Star
Samsung Galaxy Star — бюджетний смартфон від компанії Samsung Electronics. Він працює під управлінням Android 4.1.2 (Jelly Bean), його було анонсовано у квітні 2013 року, згодом випущено у травні 2013 року. Це був найдешевший смартфон у серії Samsung Galaxy. Як і всі інші смартфони Samsung Galaxy, телефон доступний у 2 версіях: версія з однією SIM-картою (GT-S5280) і версія з двома сім-картами (GT-S5282).
Телефон конкурував з іншими недорогими смартфонами, зокрема зі смартфонами серії Nokia Asha, а також із недорогими смартфонами індійських виробників, таких як Micromax, Karbonn, Spice Digital, Lava International і Celkon. Він доступний у деяких країнах Азії, таких як Індія, Пакистан, Шрі-Ланка, Непал, Бангладеш, М'янма, Філіппіни, Індонезія тощо, де недорогі смартфони дуже популярні, а також у Марокко, Алжирі, ПАР, Португалії, Франції, Німеччині, росії та в Україні.
Випущено також бразильську версію, що отримала номер GT-S5283B.

## Характеристики смартфону

### Апаратне забезпечення
Galaxy Star має пластиковий, глянцевий корпус. Телефон обладнаний 1 ГГц одноядерним центральним процесором ARM Cortex-A5 і графічним Mali-300, 512 МБ оперативної пам'яті і 4 ГБ внутрішньої пам'яті, з яких користувачеві доступно 2 ГБ. Обсяг внутрішньої пам'яті може бути збільшений до 32 Гб за допомогою microSD карти. Пристрій оснащено акселерометром, призначеним для перетворення природних жестів на команди в телефоні; наприклад, якщо телефон здійснює дзвінок, а користувач перевертає його лицьовою стороною донизу, він припинить дзвонити, або якщо користувач хоче включити Bluetooth або бездротове інтернет-з'єднання, він може потрясти пристрій, і він автоматично включить. Однак користувачі виявили, що ці жести часто погано розпізнаються, внаслідок чого пристрій виконує небажані операції. Це не перший пристрій з такими функціями; HTC Desire Z презентував це в 2010 році.
Він оснащений ємнісним QVGA LCD сенсорним дисплеєм розміром 3 дюйми з роздільною здатністю 240x320 px при 133 ppi з підтримкою множинних торкань. Він також забезпечений 2 MP задньою камерою з 2x зумом і QVGA відеозаписом; фронтальна камера відсутня. Пристрій вимагає використання microSIM карти. Телефон працює від 1200 mAh літій-іонного акумулятора.

### Galaxy Star GT-S5282
Galaxy Star GT-S5280 і Galaxy Star GT-S5282 практично однакові, єдина відмінність між ними в тому, що останній є dual-SIM телефоном, що має ще один слот для SIM-карти. Одночасно використовується тільки одна SIM-карта; для перемикання між ними використовується менеджер SIM-карт у пристрої.

### Зв'язок
На відміну від більшості інших смартфонів, Galaxy Star працює тільки в мережах EDGE і не підтримує зв'язок 3G. Він також не працює з Global Positioning System (GPS). Однак він підтримує підключення по Wi-Fi й Bluetooth 4.0..

### Програмне забезпечення
Galaxy Star працює під управлінням Android. Він працює на модифікованій версії Android 4.1.2 «Jelly Bean». Через це, за заявою Samsung, використання процесора відбувається ефективніше, щоб забезпечити триваліший час автономної роботи. Пристрій використовує TouchWiz UX Nature як користувацький інтерфейс за замовчуванням, хоча можливе використання й інших інтерфейсів сторонніх виробників. За замовчуванням, як і в інших Android-смартфонах, у телефоні встановлені продукти Google, такі як Google Chrome, Gmail, Google+, Google Hangouts тощо. Пристрій також має доступ до магазину Google Play, але, бувши смартфоном бюджетного класу, нові додатки, а також додатки, які потребують великої обчислювальної потужності та пам'яті, не можуть бути встановлені на пристрій. Додатки Samsung, такі як ChatON і Samsung Apps, також попередньо встановлені, як і в інших смартфонах Samsung.

## Критика
Samsung Galaxy Star отримав змішані відгуки після свого виходу. Хоча його хвалили за ціну, зручність використання і час автономної роботи, його також критикували за маленький екран, відсутність функцій і низьку продуктивність. Багато користувачів вважають, що можливості пристрою є базовими, розглядаючи його як смартфон бюджетного класу.
На думку The Times of India, Galaxy Star має «симпатичний вигляд», має гідний екран, пристойний час автономної роботи та забезпечує гарний користувацький досвід, але має і свої недоліки: маленький екран, низьку роздільну здатність та незадовільну продуктивність.
ReviewGuidelines.com вихваляє пам'ять телефону, Wi-Fi, Bluetooth, сенсорний дисплей і дизайн, критикуючи при цьому брак функцій.
На думку Techpinas.com, Samsung Galaxy Star — гідний пристрій, здатний забезпечити користувачів адекватним мобільним досвідом. Екран є базовим, але це цілком логічно, враховуючи, що пристрій є смартфоном низького класу. Більш того, він відмінно справляється з основними функціями, такими як перегляд веб-сторінок і зв'язок.
Багато рецензентів в інтернеті критикували пристрій через відсутність GPS, що стало нормою для сучасних смартфонів. Рецензенти сходяться на думці, що сильним аспектом смартфона є час автономної роботи, завдяки модифікації операційної системи Samsung для контролю розряду батареї. Попри те, що пристрій оснащений 2-Мп задньою камерою з фіксованим фокусом, на думку рецензентів, камера здатна робити чіткі знімки з адекватною якістю зображення.